# Distretto di Meinpea-Mahn
Il distretto di Meinpea-Mahn è un distretto della Liberia facente parte della contea di Nimba.